# Майк Глумак
Майк Глумак (англ. Mike Glumac, нар. 5 квітня 1980, Ніагара-Фоллс) — канадський хокеїст, крайній нападник. Захищав кольори збірної команди Хорватії.

## Ігрова кар'єра
Хокейну кар'єру розпочав 1996 року в складі юніорської команди «Сент Майклз Баззерс». З 1998 по 2002 захищав кольори хокейної команди Університету Маямі.
29 червня 2004, підписав контракт з клубом «Сент-Луїс Блюз», але два сезони відіграв за клуби «Вустер Айскетс» і «Пеорія Райвермен» (АХЛ). 3 січня 2006, провів свій дебютний матч у НХЛ проти «Калгарі Флеймс».
16 липня 2008, перебуваючи на контракті «Монреаль Канадієнс» відправлений до фарм-клубу «Гамільтон Булдогс» (АХЛ). У липні 2010 вирушив до Європи, де тренувався в складі «Кассель Гаскіс». Однак «гаскі» не уклали контракт і Майк транзитом через «Штраубінг Тайгерс» опиняється в складі «Адлер Мангайм» з яким 12 жовтня 2010 уклав однорічний контракт.
11 травня 2011, Глумак укладає новий однорічний контракт з «орлами Мангейму».
24 травня 2013 після трьох сезонів у Мангеймі, Майк укладає однорічний контракт з хорватських клубом, який виступає в КХЛ «Медвещак» (Загреб). До завершення кар'єри виступав за Загребський клуб. У Хорватії прийняв хорватське громадянство та виступав у складі національної збірної Хорватії.

## Статистика

### Клубні виступи
| Сезон        | Клуб                      | Ліга         | Регулярний сезон | Регулярний сезон | Регулярний сезон | Регулярний сезон | Регулярний сезон | Плей-оф | Плей-оф | Плей-оф | Плей-оф | Плей-оф |
| Сезон        | Клуб                      | Ліга         | І                | Г                | П                | О                | ШХ               | І       | Г       | П       | О       | ШХ      |
| ------------ | ------------------------- | ------------ | ---------------- | ---------------- | ---------------- | ---------------- | ---------------- | ------- | ------- | ------- | ------- | ------- |
| 1996–97      | «Сент Майклз Баззерс»     | ОЮХЛ         | 50               | 13               | 25               | 38               | 33               | 6       | 1       | 0       | 1       | 2       |
| 1997–98      | «Ньюмаркет Гаррікейнс»    | ОЮХЛ         | 36               | 16               | 16               | 32               | 57               | —       | —       | —       | —       | —       |
| 1998–99      | Університет Маямі (Огайо) | НКАА         | 35               | 2                | 0                | 2                | 44               | —       | —       | —       | —       | —       |
| 1999–00      | Університет Маямі (Огайо) | НКАА         | 36               | 8                | 5                | 13               | 52               | —       | —       | —       | —       | —       |
| 2000–01      | Університет Маямі (Огайо) | НКАА         | 37               | 9                | 10               | 19               | 46               | —       | —       | —       | —       | —       |
| 2001–02      | Університет Маямі (Огайо) | НКАА         | 36               | 15               | 8                | 23               | 28               | —       | —       | —       | —       | —       |
| 2002–03      | «Пі-Ді Прайд»             | ХЛСУ         | 69               | 37               | 32               | 69               | 49               | —       | —       | —       | —       | —       |
| 2002–03      | «Клівленд Баронс»         | АХЛ          | 2                | 0                | 0                | 0                | 0                | —       | —       | —       | —       | —       |
| 2003–04      | «Вустер Айскетс»          | АХЛ          | 80               | 28               | 24               | 52               | 74               | 10      | 3       | 3       | 6       | 11      |
| 2004–05      | «Вустер Айскетс»          | АХЛ          | 45               | 12               | 17               | 29               | 27               | —       | —       | —       | —       | —       |
| 2005–06      | «Пеорія Райвермен»        | АХЛ          | 49               | 25               | 32               | 57               | 64               | 4       | 1       | 1       | 2       | 5       |
| 2005–06      | «Сент-Луїс Блюз»          | НХЛ          | 33               | 7                | 5                | 12               | 33               | —       | —       | —       | —       | —       |
| 2006–07      | «Пеорія Райвермен»        | АХЛ          | 72               | 27               | 30               | 57               | 115              | —       | —       | —       | —       | —       |
| 2006–07      | «Сент-Луїс Блюз»          | НХЛ          | 3                | 0                | 1                | 1                | 0                | —       | —       | —       | —       | —       |
| 2007–08      | «Сент-Луїс Блюз»          | НХЛ          | 4                | 0                | 0                | 0                | 5                | —       | —       | —       | —       | —       |
| 2007–08      | «Пеорія Райвермен»        | АХЛ          | 75               | 21               | 28               | 49               | 99               | —       | —       | —       | —       | —       |
| 2008–09      | «Гамільтон Булдогс»       | АХЛ          | 66               | 33               | 19               | 52               | 60               | 6       | 1       | 3       | 4       | 4       |
| 2009–10      | «Гамільтон Булдогс»       | АХЛ          | 75               | 20               | 20               | 40               | 70               | 19      | 11      | 3       | 14      | 11      |
| 2010–11      | «Адлер Мангайм»           | ДХЛ          | 40               | 17               | 8                | 25               | 44               | 6       | 3       | 1       | 4       | 2       |
| 2011–12      | «Адлер Мангайм»           | ДХЛ          | 52               | 22               | 20               | 42               | 48               | 14      | 2       | 3       | 5       | 6       |
| 2012–13      | «Адлер Мангайм»           | ДХЛ          | 45               | 20               | 11               | 31               | 51               | 6       | 0       | 0       | 0       | 0       |
| 2013–14      | «Медвещак» (Загреб)       | КХЛ          | 41               | 7                | 1                | 8                | 49               | 4       | 0       | 0       | 0       | 2       |
| 2014–15      | «Медвещак» (Загреб)       | КХЛ          | 52               | 5                | 3                | 8                | 72               | —       | —       | —       | —       | —       |
| 2015–16      | «Медвещак» (Загреб)       | КХЛ          | 58               | 8                | 3                | 11               | 30               | —       | —       | —       | —       | —       |
| 2016–17      | «Медвещак» (Загреб)       | КХЛ          | 60               | 8                | 8                | 16               | 31               | —       | —       | —       | —       | —       |
| Усього в НХЛ | Усього в НХЛ              | Усього в НХЛ | 40               | 7                | 6                | 13               | 38               | —       | —       | —       | —       | —       |

### Збірна
| Рік                | Команда            | Турнір             | Місце              | І  | Г | П | О | ШХ |
| ------------------ | ------------------ | ------------------ | ------------------ | -- | - | - | - | -- |
| 2015               | Хорватія           | ЧС-Д1              | 16-е               | 5  | 1 | 1 | 2 | 0  |
| 2016               | Хорватія           | ЧС-Д1              | 26-е               | 5  | 4 | 2 | 6 | 4  |
| Національна збірна | Національна збірна | Національна збірна | Національна збірна | 10 | 5 | 3 | 8 | 4  |